# Nymfer och satyr
Nymfer och satyr (franska: Nymphes et satyre) är en oljemålning av den franske konstnären William-Adolphe Bouguereau. Den målades 1873 och ingår sedan 1942 i samlingarna på Clark Art Institute i Williamstown i  Massachusetts. 
Bouguereau var salongsmålaren som ofta målade nakna kvinnokroppar i mytologisk gestalt och akademisk stil. Till detta verk har han inspirerats av en versrad av den romerske poeten Publius Papinius Statius som i engelsk översättning lyder: “Conscious of his shaggy hide and from childhood untaught to swim, he dares not trust himself to deep waters”. Versraden var skrivet bredvid tavlan när den ställdes ut på Parissalongen 1873. Bilden visar fyra nymfer som lekfullt drar ut i vattnet en satyr, som var kända för att inte kunna simma.   